# Joana Barra Vaz
Joana Barra Vaz é uma argumentista, realizadora, compositora e cantora portuguesa.    
Co-fundadora do arquivo A Música Portuguesa a Gostar Dela Própria, em 2011. Argumentista e Realizadora do documentário Meu caro Amigo Chico (2012).    
Compositora, letrista e intérprete do EP Passeio Pelo Trilho (2012), e do LP Mergulho em Loba (2016).    
Intérprete da canção Anda Estragar-me os Planos de Francisca Cortesão e de Afonso Cabral, no Festival da Canção 2018.   

## Biografia
Joana Barra Vaz é formada em argumento cinematográfico e som para cinema na Escola Superior de Teatro e Cinema do Instituto politécnico de Lisboa e pós-graduada em Artes da Escrita na FCSH da Universidade Nova de Lisboa. Possui formação em piano clássico e em fotografia.
Em 2004, transcreveu e traduziu "Uma Lição de Cinema", do argumentista e poeta Tonino Guerra, posteriormente editada na revista Verónica do Citeci (Centro de Investigação em Teatro e Cinema - IPL)  e Revista Drama.
Em 2011, funda o arquivo A Música Portuguesa a Gostar Dela Própria, com o realizador Tiago Pereira. 
Em 2012, ante-estreia o documentário musical Meu Caro Amigo Chico, escrito em conjunto com Maria João B. Marques, no Indie Lisboa´12. O documentário foi seleccionado para a Mostra Internacional de Cinema de S.Paulo 2012, e seleccionado pelo público para competição, tendo sido exibido em diversos locais da cidade de S.Paulo, Brasil.
Foi realizadora de vídeos para diversas instituições e artistas: Festival Estoril Lisboa, Ricardo Jacinto, Márcia, David Pires, Verão Azul, Cineconchas, entre outros.
Em 2012, estreia-se como compositora e escritora de canções em nome próprio, lançando o Ep Passeio pelo Trilho pela editora Azáfama, iniciando a sua carreira na música. Foi convidada por Sérgio Godinho para o espetáculo Liberdade, em 2014, apresentando no Jardim de Inverno do S. Luiz uma previsão do LP Mergulho em Loba, editado em 2016, e destacado na imprensa nacional e nas listas de melhores discos do ano.
Em 2018, participou no RTP Festival da Canção,  com a canção Anda estragar-me os planos, dos autores Francisca Cortesão e Afonso Cabral, tendo ficado em sétimo lugar na final. 
Tem sido activista sobre questões de igualdade de género e de sustentabilidade na indústria da cultura.

## Obra
É co-autora do arquivo A Música Portuguesa A Gostar Dela Própria, em conjunto com Tiago Pereira, sendo responsável pelas características audiovisuais, democratização de estilos musicais no arquivo (360º), adaptação a redes sociais e migração de audiências, características comunitárias (filosofia open-source; criação de comunidade; anotação geográfica), desenvolvimento de website, e tendo sido também produtora e realizadora de dezenas de vídeos, em parceria com Ivo Costa.
Em 2012, estreou no Indie Lisboa  o documentário musical Meu Caro Amigo Chico, escrito em conjunto com Maria João B. Marques — uma resposta à canção Tanto Mar, do músico brasileiro Chico Buarque, criando um retrato de Portugal pós Revolução do 25 de Abril através das canções e testemunhos de vários artistas portugueses, entre eles: António Zambujo, Couple Coffee, José Eduardo Agualusa, JP Simões, Márcia, Ornatos Violeta e Sérgio Godinho.  O documentário foi exibido em diversos festivais:  na Mostra Internacional de Cinema de S.Paulo 2012,  seleccionado pelo público para competição; Festival Atlântico da Philharmonie du Luxembourg 2018; IN Edit Brasil 2022, entre outros. 
Em 2012, estreia-se como compositora e escritora de canções em nome próprio, lançando o Ep Passeio pelo Trilho, produzido por José de Castro e Bernardo Barata, pela editora Azáfama, iniciando uma carreira em paralelo na música. 
Em 2016, lança o LP Mergulho em Loba, produzido pela própria com co-produção de José de Castro e de Luis Nunes, editado pela Bi-du-á, do qual sairam os singles "Tanto Faz" com Selma Uamusse, "A Demora", "Loba" e "Casa é Canção". O disco foi apresentado em diversos festivais e palcos pelo país: Vodafone Mexefest, Bons Sons, entre outros.  
Mergulho em Loba foi elogiado na imprensa nacional e destacado nas listas de melhores discos do ano de 2016. 
Em 2018, Joana foi intérprete da canção Anda Estragar-me os Planos, de Francisca Cortesão e Afonso Cabral, no RTP Festival da Canção 2018, ficando em sétimo lugar na final. A canção foi teve várias releituras por parte de Salvador Sobral, Tim Bernardes, Clã, entre outros.
Meu Caro Amigo Chico foi exibido online extraordinariamente e de forma gratuita, em site próprio, entre  25 de Abril e 1 de Maio de 2020,  no contexto da Pandemia Covid'19, parabenizando Chico Buarque pela atribuição do Prémio Camões. O documentário ficou viral no Brasil. Por ocasião do dia de Portugal e das comunidades Portuguesas, Meu Caro Amigo Chico voltou a ser exibido no Brasil, na Cinemateca Brasileira e no Consulado Geral de Portugal em S. Paulo, no contexto do Festival In Edit´22. 
Tem-se dedicado à escrita e ao activismo sobre questões de género e de sustentabilidade na indústria da cultura, sendo autora dos textos E se todo o mundo é (2022) no Jornal Público e Stop, uma floresta virgem musical (2023) no site Rimas e Batidas.

## Ligações Externas
- Site pessoal de Joana Barra Vaz

- RTP | Joana Barra Vaz interpreta a canção Anda estragar-me os planos, no Festival da Canção de 2018